# Беккер, Эрнест Георгиевич
Эрнест Георгиевич Беккер (1874—1962) — русский и советский энтомолог, доктор биологических наук (1935), профессор (1935), член Общества любителей естествознания (1898), член Общества акклиматизации животных (1901), член Московского общества испытателей природы (1924), Секретарь фаунистической комиссии, Почетный член Всесоюзного (Русского) энтомологического общества.

## Биография
Родился 27 августа (8 сентября) 1874 года в Москве в семье мещанина. В 1886 году поступил в Лазаревский институт восточных языков. Восемь классов института закончил в 1893 году и поступил на естественное отделение физико-математического факультета Московского университета. Здесь он слушал лекции таких выдающихся ученых, как физик А. Г. Столетов и биологи К. А. Тимирязев, И. М. Сеченов, А. П. Богданов и М. А. Мензбир. Непосредственным его руководителем и учителем был Н. Ю. Зограф — специалист в области эмбриологии членистоногих. Под его руководством Беккер выполнил свою первую научную работу, которая была посвящена изучению пчелы Megachile maritima. Во время учёбы наиболее близкими товарищами Беккера были А. Д. Некрасов, Д. П. Филатов и В. И. Грацианов.
В 1897 году окончил университет и на протяжении года проходил военную службу. С 1898 года и до своей смерти он работал в Московском университете на разных должностях: сверхштатного ассистента по кафедре зоологии медицинского факультета (1898—1906), сверхштатного ассистента на естественном отделении физико-математического факультета, штатного ассистента (1914—1918), преподавателя университета (1918—1925), ассистента и приват-доцента (1926), доцента (1927—1935) и профессора (1935—1962) по кафедре энтомологии. Наряду с педагогической работой в университете работал на должности хозяйственного ассистента Зоологического музея МГУ (1918—1930). В течение нескольких лет с 1899 года был заместителем заведующего Гидробиологической станцией на озере Глубоком, основанной Н. Ю. Зографом и принадлежавшей Обществу акклиматизации животных и растений.
После 1917 года несколько лет работал преподавателем на кафедре зоологии Московского высшего зоотехнического института. В 1930—1933 годах работал по совместительству во Всесоюзном научно-исследовательском институте каучука и гуттаперчи, сперва в должности консультанта, а затем — старшего специалиста. В 1935 году Беккеру без защиты диссертации была присуждена учёная степень доктора биологических наук (постановление ВАК НКП от 15.04.1935). С 1934 по 1937 года работал в Научно-исследовательском институте им. И. И. Мечникова. В 1939—1941 годах проходил учёбу в Университете марксизма-ленинизма при МГУ. Во время эвакуации Московского университета в Ашхабад в годы Великой Отечественной войны (1941—1943) занимал должность заведующего кафедрой энтомологии Московского университета.
Принимал участие в русско-японской (в 1904) и Первой мировой войнах (в 1914). В 1914 году был призван в ополчение на должность командира роты с сохранением должности ассистента в университете. Позднее в составе ополчения находился в действующей армии на австрийском фронте. Участвовал в военной кампании по взятию австрийской крепости Пшемысль (Перемышль). Затем был переведен в кадровую часть на турецкий фронт, где был младшим офицером, а затем командиром роты и начальником учебной команды. Будучи артиллерийским офицером, принимал участие во взятии турецкого порта Трабзона (Трапезунда). В декабре 1917 года получил отставку, и в январе 1918 года вернулся в Москву в университет. До Октябрьской революции трижды ему присваивали чины, в том числе чин штабс-капитана; был дважды награждён орденами. В советский период был награждён орденом Трудового Красного Знамени и медалью «За доблестный труд в Великой Отечественной войне» (1946).
Скончался 27 сентября 1962 года. Похоронен на Введенском кладбище (уч. 19) вместе с дочерью, также бывшей профессором МГУ, Зинаидой Эрнестовной Беккер (1908—1986).

## Научная деятельность
Путешествовал по средней России, по Уралу и Кавказу, работал на Мурманской и Карадагской биологических станциях, в Казахстане. В годы эвакуации Московского университета (1941—1943) — проводил полевые исследования в Туркмении и в Свердловске. Во всех местах собирал материал, преимущественно по низшим насекомым.
Опубликовал 54 крупные научные работы. Разработал теорию морфологической эволюции трахейнодышащих членистоногих. Используя сравнительный метод получил важные результаты по морфологической эволюции трахейнодышащих, их диплосегментации, систематике, фаунистике, экологии и морфологии многих групп членистоногих, в том числе и первичнобескрылых насекомых. Среди наиболее важных работ следует отметить работы по эволюции наружного скелета и мускулатуры трахейнодышащих, эволюции их органов передвижения, эволюции летательного аппарата, головы и наружных половых придатков.
Разработал первую в своем роде концепцию курса «Гистология насекомых», который он преподавал с 1945 по 1962 года.
В течение своей педагогической деятельности Беккер читал для студентов биологического отделения университета, биологического факультета и кафедры энтомологии многие специальные курсы: «Членистоногие» (1920—1928), «Морфология насекомых» (1924—1925), «Общая энтомология» (1926—1946), «Сравнительная анатомия насекомых» (1928—1930), «Лесная энтомология» (1928—1930), «Вредители специальных культур» (с 1930 г. в течение нескольких лет), «Филогения насекомых» (1943—1962), «Гистология насекомых» (1947—1962); вел Большой практикум по беспозвоночным, Большой практикум по энтомологии и др.

### Монографии и учебники
- Аргиропуло А. И., Арнольди К. В., Бей-Биенко Г. Я. и др. Определитель насекомых Европейской части СССР. М.-Л.: ОГИЗ — «Сельхозгиз», 1948. 1128 с.
- Абрикосов Г. Г., Беккер Э. Г., Бирштейн Я. А. и др. Курс зоологии. Т.1. Беспозвоночные. М.: Высшая школа, 1966. 552 с. [Первое издание вышло в 1935 г., состав авторов в последующих изданиях (1938, 1940, 1949, 1955, 1961 гг.) менялся].
- Беккер Э. Г. Теория морфологической эволюции насекомых /Под ред. проф. Е. С. Смирнова. М.: Изд-во Московского ун-та, 1966. 328 с

## Память
Таксоны, названные в честь Эрнеста Беккера:
- род коллембол Beckerella Axelson, 1912[2]]
- коллембола Isotoma beckeri Börner, 1913[3]
- клещ Schizotetranychus beckeri Wainstein, 1958[4]